# Malpighia coccigera
Espèce
Classification APG III (2009)
Malpighia coccigera est une espèce de plantes à fleurs de la famille des Malpighiaceae. C'est un arbuste natif des Caraibes.